# 帝国音楽学校
帝国音楽学校（ていこくおんがくがっこう）は、かつて東京都世田谷区代田二丁目に所在した音楽学校。

## 概要
- 修業年限 - 本科3年、予科1年、高等師範科3年、師範科1年、普通科2年、研究科2年

## 沿革
- 1928年 -第一次帝国音楽学校設立。高井徳蔵が要請し、校長に福井直秋が就任
- 1929年 -福井直秋校長、および、教職員が辞任し、生徒128名が武蔵野音楽学校へ移籍
- 1930年 -第二次帝国音楽学校が、 バイオリニスト鈴木鎮一らによって開校された。
- 1945年 - 5月25日、東京大空襲による焼失で廃校となる。

## 著名な関係者・出身者
- 高井徳蔵
- 福井直秋
- 北昤吉（衆議院議員、北一輝の弟）
- 伊藤久男
- 古関金子（古関裕而の妻）
- 深井史郎
- 下総皖一
- 笈田光吉　(ピアノ）
- 菅原明朗 - （作曲、和声）[1]
- 鈴木鎮一 - （ヴァイオリン）[1]
- 江藤　輝　（作曲）
- 江藤支那子（ピアノ）
- 属　澄江　（ピアノ）
- 諏訪根自子
- 大木正夫
- 大木英子
- 松本善三
- 田村虎蔵
- 津川主一
- 柳兼子（柳宗悦の妻）
- 高木東六
- エト邦枝
- 服部正
- 夏田鐘甲
- 日置静
- 小松平五郎 - （管弦楽、合唱指導、音楽理論）[1]
- アレクサンドル・モギレフスキー - （ヴァイオリン）[1]
- ロイヒテンベルク - （ピアノ）[1]
- マキシム・シャピロ - （ピアノ）[1]
- コンスタンチン・シャピロ（ロシア語版） - （チェロ）[1]